# Nancy Davidson
Nancy Davidson, née le 3 novembre 1943 est une artiste américaine principalement connue pour ses grandes sculptures gonflables, abstractions d'un corps féminin hyper-sexualisé,,,.

## Biographie
Nancy Davidson naît et grandit à Chicago. Avec un père peintre de paysage, elle est introduite au monde de l'art assez tôt et suit des cours au Chicago's Junior Art Institute. Elle obtient un baccalauréat universitaire en éducation en 1965, et commence une carrière dans l'enseignement qu'elle conservera toute sa vie.
Elle étudie l'art à l'université de l'Illinois à Chicago et à l'École de l'Art Institute of Chicago, où elle obtient respectivement un BFA et un MFA,,.
En 1975, elle commence sa carrière à Chicago, où elle expose des peintures et des dessins dans des expositions collectives et personnelles. Ses premières œuvres, visibles à l'Art Institute of Chicago, au Musée d'Art contemporain de Chicago et au Walker Art Center à Minneapolis, reçoivent des critiques positives dans Artforum et Art in America,,,. Elle s'installe à New York en 1979, et commence à utiliser du tissu dans son travail. Elle expose régulièrement durant les années 1980, pour des expositions collectives au MCA ou à la galerie d'art Albright-Knox, ou pour des expositions personnelles, surtout à la galerie Marianne Deson à Chicago.
Au début des années 1990, le travail de Davidson évolue vers la sculpture, et elle commence à réaliser les assemblages de ballons pour lesquels elle est connue,. À la suite de ce changement, son travail est présenté dans des expositions collectives au Whitney Museum of American Art, au Musée d'art moderne Aldrich et à la Corcoran Gallery of Art ; des expositions solo sont notamment présentées à l'Institute of Contemporary Art (Philadelphie) (1999) et au Centre d'art contemporain Rosenthal (2001),. Elle participe également à la fameuse exposition féministe « Bad Girls West » en 1994,. À cette époque, elle s'intéresse aussi à la vidéo et à la photographie,,,. Durant les deux décennies suivantes, des expositions lui sont consacrées au Boca Raton Museum of Art (2013) ou au Krannert Art Museum (en) (2020–1),,.
Aux MTV Video Music Awards 2019, Lizzo a chanté devant un décor comprenant une grande sculpture en ballon, ressemblant beaucoup à une œuvre de Davidson.
En parallèle de sa carrière artistique, Davidson enseigne dans plusieurs institutions, dont l'université de l'Illinois à Urbana-Champaign, le Williams College, le State University of New York at Purchase (en), où elle est titulaire durant 24 ans.

## Œuvre

### Présentation
Davidson aborde de nombreux médias, mais se concentre surtout sur la sculpture. Bulbeuses et évoquant la chair, ces dernières ressemblent à des fesses et des seins, et jouent sur les signifiants culturels érotiques,,. L'humour, les limites et leur dépassement (l'« indiscipline » selon Davidson) sont les thèmes directeurs de son œuvre.

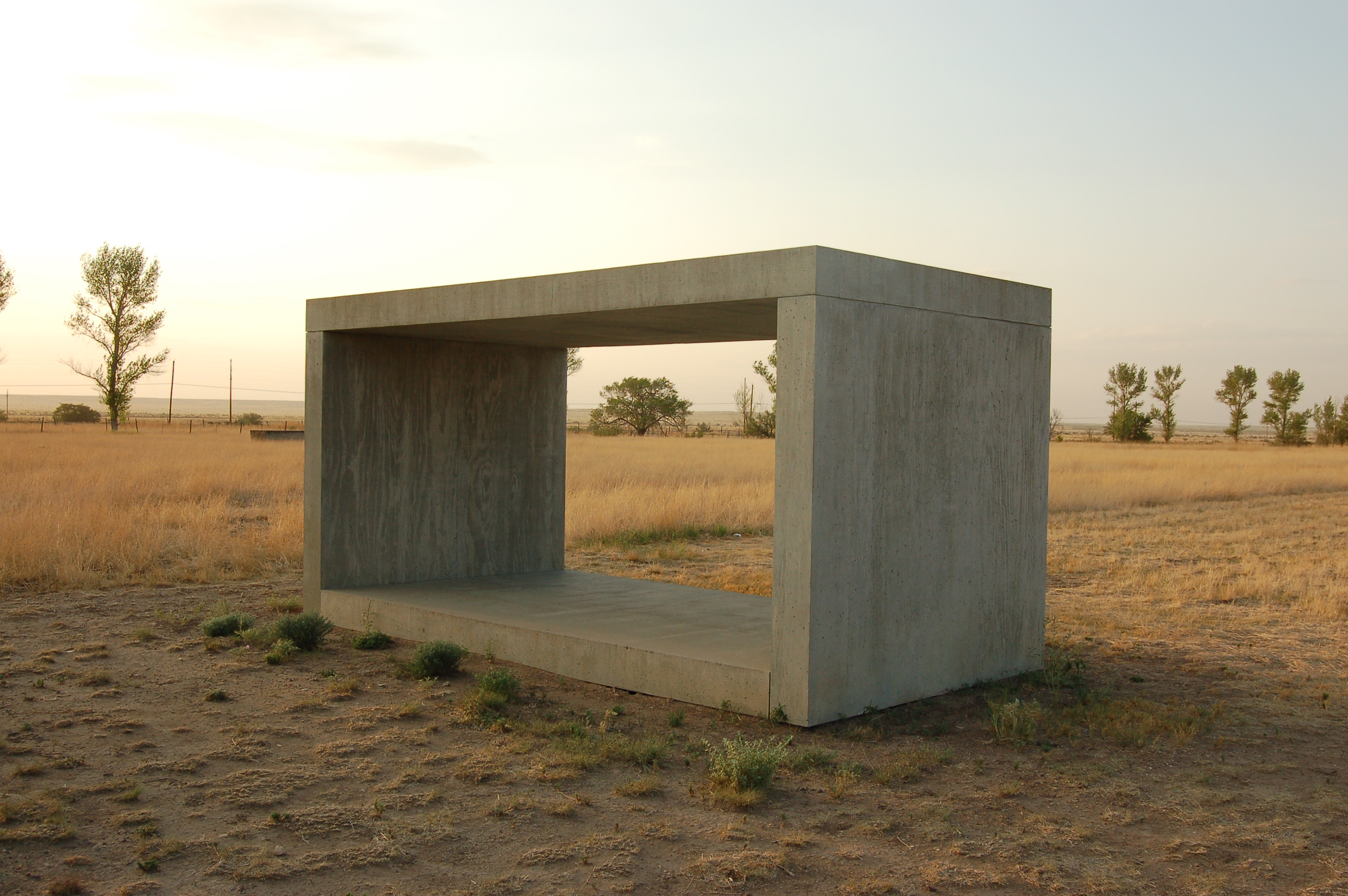
Un exemple de sculpture minimaliste : Sans titre, par Donald Judd (1984).

S'il s'inscrit dans la mouvance du postminimalisme, son travail offre un contrepoint féministe à la sculpture minimaliste des années 1960, largement dominée par les hommes, ainsi qu'aux codes culturels impliquant des corps que les œuvres elles-mêmes invoquent,,,. Avec son humour et son sens de l'absurde, Davidson s'empare de ces codes pour les célébrer et les subvertir, invitant à la réflexion sans se prendre au sérieux ni jouer les moralisatrices,,,. Robert Raczka (Sculpture Magazine) écrit : « les couleurs acidulées et le surdimensionnement [des sculptures de Davidson] créent une ambiance joyeuse et optimiste, qui permet aux questions féministes et de genre de remonter à la surface à intervalles irréguliers, sans didactisme ».
Durant les deux premières décennies, le travail de Davidson se concentre sur la peinture, les dessins en frottage,, et le textile,. Au début des années 1990, elle commence à expérimenter avec des ballons météo en latex et à partir de 1993, elle expose les sculptures anthropomorphes féminines qui l'ont faite connaître,,. Elle expose de façon traditionnelle, dans le sens où elle met en scène des œuvres distinctes, mais elle les agence souvent en tableaux ou dans un environnement immersif, à la manière d'une installation.

### Influences
Les sculptures de Davidson s'inspirent du travail de Donald Judd et d'Eva Hesse,,. Elle convoque aussi des figures littéraires, comme Mikhaïl Bakhtine et Jeanette Winterson,. On peut également penser à François Rabelais, dans sa manière de faire passer la critique sociale par la satire, l'humour paillard et le grotesque,.

### Féminisme
Le sujet et les matériaux utilisés, ainsi que la taille et le minimalisme des pièces, ont conduit les critiques à décrire le travail de Davidson comme une réponse féministe à la sculpture minimaliste majoritairement masculine des années 1960,,. Si l'échelle et niveau d'abstraction des sculptures de Davidson font écho à ce courant, leur souplesse, leur légèreté et leur féminité exubérante contrastent fortement avec les œuvres rigides, lourdes et sobres, coulées dans l'acier et le béton par ses prédécesseurs,. Davidson assume cette opposition : ainsi l'une de ses plus grandes pièces, Double Exposure (2003) est conçu comme un contrepoint féminin à la sculpture géante en forme de X de Ronald Bladen (en) (The X, 1965). Double Exposure est une commande pour l'atrium de la Corcoran Gallery of Art, où avait été présenté The X en 1967,.
Les critiques décèlent également une subversion féministe subtile dans la façon dont Davidson utilise des codes culturels impliquant des corps et la désirabilité. Pour Travis Diehl (Art in America), « le travail [de Davidson] est à la fois léger et ludique et érotique, nous impliquant plus empiriquement qu'intellectuellement. Sa séduction sournoise nous dévoile à la fois objectiveurs et objectivés, mettant en lumière nos rôles en tant que complices et victimes ».
De couleur vive, de grande taille et faisant référence à des icônes de la culture pop comme Elvis Presley ou Mae West,, ces sculptures semblent célébrer ces corps excessifs et idéalisés, tout en sapant les forces qui les sous-tendent, : « il y a une certaine drôlerie et même de la joie dans leurs renflements et leurs plis comiquement arrondis, dans leurs couleurs et leur corseterie maniaque. […] [Le travail de Davidson] examine les rôles imposés aux femmes par le regard masculin, tout en laissant un champ d'action aux femmes dans et hors de ce théâtre – en leur permettant de s'emparer de la scène ».
Des critiques font des rapprochements entre les sculptures de l'artiste et la représentation d'un corps plantureux popularisé par des vedettes comme Kim Kardashian,.

### Premières sculptures en ballon
Si le travail de Davidson aborde plusieurs mediums, elle est surtout connue pour ses grandes sculptures abstraits en ballon, qui évoquent de manière érotique les formes du corps féminin,. Fabriquées à partir de ballons-sondes en latex, les œuvres, à l'aspect bulbeux et charnu, sont perçues comme des abstractions hyper-féminisées et érotisées de parties du corps féminin, une interprétation renforcée par l'utilisation de textiles sexualisés (dentelle, résille, corde…) pour orner, resserrer et donner forme aux ballons,,.
Une des premières approches consiste en un assemblage de ballons individuels dans un corset, avec des renflements en haut et en bas, imitant les courbes des fesses et des seins. Ce design a donné plusieurs œuvres, que l'artiste et les critiques appellent la série des Lulus, à la suite d'une trilogie portant ce nom en 1993. Dans cette série, on peut inclure Maebe (1994) et Blue Moon (1998), qui font respectivement référence à Mae West et Elvis Presley,. Blue Moon est présenté dans l'exposition collective « Sculpture-Figure-Woman » (Landesgalerie, 1998) d'abord montrée à Linz en Autriche, puis à Chemnitz en Allemagne.
Parmi les œuvres exploitant l'idée de sous-vêtement, on peut citer également Netella (1998), en forme d'œuf, ainsi que Buttress (1998) et Dulcinée (1999), deux sculptures en forme de pilier de plus de quatre mètres de haut,. Comme avec Lulu, Davidson revisite Buttress avec Stacked (2016),. Hang 'Em High (1999) présente deux boules rouges prises dans un filet suspendu.
Cette période du latex voit également l'introduction dans la sculpture de Davidson du thème récurrent et littéral du « regard », par le biais de formes sphériques faisant ouvertement référence à l'œil humain. Carnivaleyes (1998-99) montre un mur sur lequel sont alignés douze paires d'yeux enveloppés de tissu. En 2001, elle installe au Centre d'art contemporain Rosenthal un monticule de paires d'yeux cartoonesques, présentés avec un élément sonore immersif. Dans sa pièce de 2017, Eyeenvy, un œil de 4 m de haut regarde les visieteurs du haut d'une plate-forme à quatre pattes.

### Sculptures ultérieures
Au début des années 2000, Davidson commence à utiliser du nylon enduit de vinyle comme matériau principal. La Corcoran Gallery of Art commande une pièce à Davidson en 2002, pour sa 47e Biennale. Elle crée Double Exposure, qui remplit un côté de atrium de la galerie,. en écho a sa pièce précédente Hang 'Em High, l'œuvre montre une double sphère rouge anthropomorphe, visible d'en-dessous et d'au-dessus, suspendue par son centre par une fine corde bleue.
En 2005, une bourse de Creative Capital (en) finance un nouveau corpus d'œuvres, explorant la figure de la cow-girl,. Elle présente les œuvres dans deux expositions personnelles, Dustup (2012) et Let 'er Buck (2013). On y voit notamment des structures gonflables géantes en nylon. La pièce intitulée Dustup (2012) est basée, selon Davidson, sur la représentation, issue des bandes dessinées, des bagarres comme une grosse « boule de poussière » (« dustball »). L'œuvre est formée de trois formes bulbeuses, rose, jaune et bleue, avec des bottes et des franges, suspendues autour d'un point central, jambes en l'air. La pièce Let 'er Buck (2013) reprend le personnage rose, dans une position debout.
Entre 2016 et 2018, Davidson réalise plusieurs expositions solo, dont Ridin' High (2016) et Per Sway (2017-8), où elle montre de nouvelles directions dans son travail,,. Abordant l'idée de point de vue privilégié, on y voit des globes oculaires et des nœuds perchés à différentes hauteurs,.
En 2020, Davidson collabore avec l'artiste et historienne Lakshmi Ramgopal sur l'exposition Hive, présentée pendant un an au Krannert Art Museum (en). Cette installation immersive comprend sculpture, son et lumière,. Deux sculptures de Davidson de 5 m de haut remplissent la verrière du pavillon Kinkead, tandis que Ramgopal a créé un paysage sonore abstrait avec respiration, soupirs, murmures. Les structures gonflables de Davidson sont douces, roses et arrondies et contrastent avec l'architecture postmoderne anguleuse du bâtiment. Les deux sculptures sont éclairées de l'intérieur et clignotent selon un rythme prédéfini,. Hive semble découler d'une autre pièce de Davidson, plus petite, Bigarurre, visible en 2017-2018 dans l'exposition Per Sway.

### Photographie et vidéo
Davidson réalise également des photographies et des vidéos, dont la plupart utilisent ses sculptures comme sujet,,.
Dans son exposition solo nobutsaboutit (1998-1999), Davidson expose des séries de photographies de ses deux sculptures Musette (1994) et Spin Too! (1995). Les images reprennent des détails des sculptures, présentées en miroir le long d'un axe central, la symétrie évoquant les courbes des seins et des fesses, à la manières des autres œuvres de Davidson. Le recadrage des sculptures les rend plutôt méconnaissable : on a parfois l'impression de voir des photos de corps humain,,. Les critiques relèvent les implications féministes de la série : « en fabriquant ces images, au lieu de photographier de vrais corps de femmes, Davidson questionne la construction des femmes comme objets de désir, et elle le fait dans des œuvres qui sont, comme les icônes qu'elles évoquent, de Mae West à Marilyn Monroe, séduisantes et sournoisement ironiques » (Ken Johnson, The New York Times).
En 1999, Davidson expose sa première vidéo, Breathless, dans le cadre d'une exposition immersive à l'Institute of Contemporary Art de Philadelphie,. On y voit en alternance un ballon météo rose en train de se dégonfler qui rebondit dans tous les coins d'une pièce, et le ballon qui se fait regonfler, le tout de façon sonore.
En 2009, ses recherches sur le rodéo pour son travail autour des cow-girls ont conduit à la création de All Stories Are True, une vidéo de cinq minutes montrant au ralenti des hommes en train de faire du rodéo. Plusieurs effets sont rajoutés, notamment un effet de flash et une musique ralentie,.
Elle réalise également une vidéo de 7 minutes du Gotham Girls Roller Derby intitulée I Am Not Tame (2016), destinée à être jouée en boucle dans une installation vidéo,.

## Récompenses
- 1979 : bourse du National Endowment for the Arts[51]
- 1981, 1984 : bourse du Massachusetts Council of the Arts[51]
- 1997 : Prix Anonymous Was A Woman[52],[51]
- 2001 : bourse de la Pollock-Krasner Foundation (en)[53]
- 2005 : Bourse Creative Capital (en)[54]
- 2014 : Bourse Guggenheim[55],[14]
- 2015 : bourse de la Pollock-Krasner Foundation (en)

Nancy Davidson a également bénéficié de résidences à Yaddo, à la MacDowell Colony (2003) et à la Djerassi Artists Residency (en).